# فرودگاه سائو ژوویالفو دلم‌رای
فرودگاه سائو ژوویالفو دلم‌رای (به انگلیسی: São João del-Rei Airport) (به زبان بومی: Aeroporto Prefeito Octávio de Almeida Neves) یک فرودگاه همگانی مسافربری با کد یاتا JDR است که یک باند فرود آسفالت دارد و طول باند آن ۱۱۰۰ متر است. این فرودگاه در کشور برزیل قرار دارد و در ارتفاع ۹۵۰ متری از سطح دریا واقع شده است.